# Balneabilidade

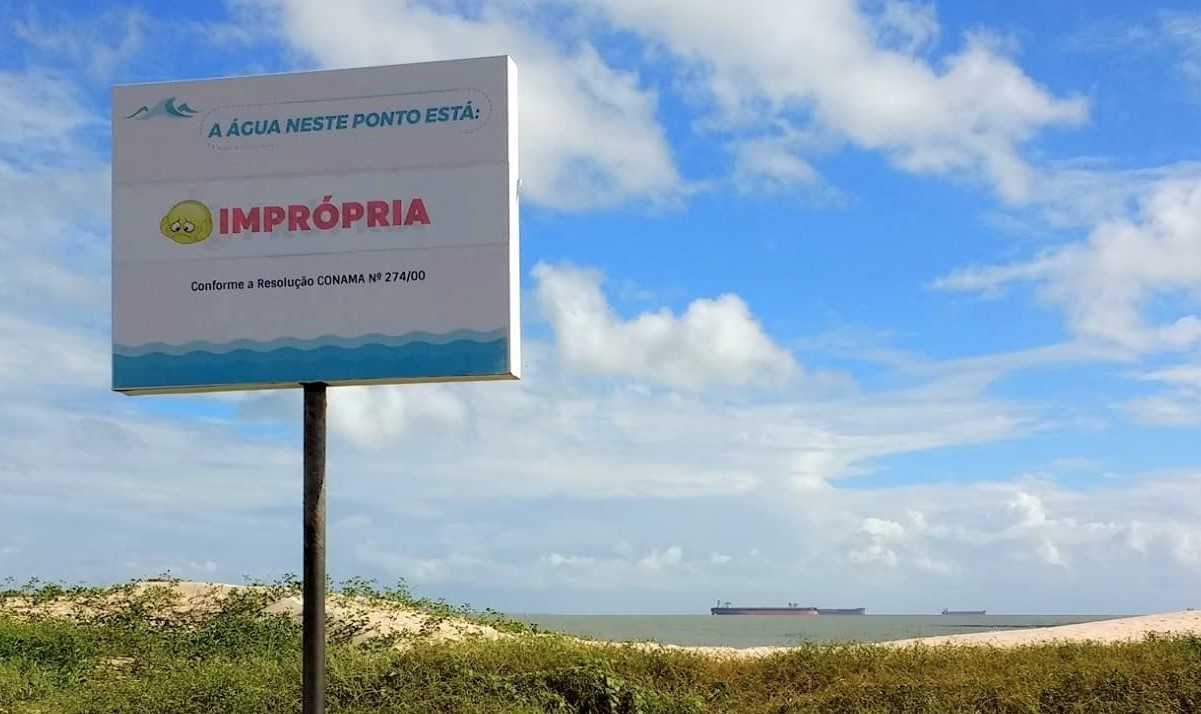
Placa de local impróprio para banho.

Balneabilidade é a capacidade que um local tem de possibilitar o banho e atividades esportivas em suas águas, ou seja, é a qualidade das águas destinadas à recreação de contato primário, que é determinada a partir da quantidade de bactérias do grupo coliforme presentes na água. É feita análise que quantifica os coliformes totais e fecais, Escherichia coli e/ou Enterococos.
Vários tipos de análises são utilizados, entre elas a técnica dos tubos múltiplos.
Considera-se balneabilidade como a qualidade da água de um corpo d'água para banho. Isso pode ser medido por parâmetros como a presença de bactérias, a concentração de clorofila e a transparência da água. 
A balneabilidade pode ser afetada por vários fatores, incluindo a poluição, a erosão do solo e a sobrecarga de nutrientes. A qualidade da balneabilidade é geralmente monitorada pelos órgãos governamentais e pode ser classificada como "adequada", "imprópria" ou "não recomendada" para banho, dependendo dos níveis de contaminação.
De acordo com a Resolução do Conselho Nacional do Meio Ambiente – CONAMA nº 274/00, que fixa os critérios de balneabilidade em águas brasileiras, o termo balneabilidade é definido como recreação de contato primário, ou seja, o contato direto do usuário com os corpos d'água, a exemplo de atividades como a natação e o mergulho (CONAMA, 2000; Soares, 2009).

Tal instrumento normativo também estabelece que as águas destinadas à balneabilidade terão sua condição avaliada nas categorias própria e imprópria. Com relação às Tal instrumento normativo também estabelece que as águas destinadas à balneabilidade terão sua condição avaliada nas categorias própria e imprópria. Com relação às águas consideradas próprias, estas podem ainda ser subdivididas nas categorias:
excelente (máximo de 250 coliformes fecais ou 200 Escherichia coli por 100 ml), muito boa (máximo de 500 coliformes fecais ou 400 Escherichia coli) e satisfatória (máximo de 1.000 coliformes fecais ou 800 Escherichia coli). Porém, se o valor obtido para esta variável for superior a 2.500 coliformes fecais ou 2.000 Escherichia coli as águas serão consideradas impróprias. (CONAMA, 2000 apud Buzelli; Cunha-Santino, 2013, p. 197).
A mensuração dos níveis desses parâmetros bacteriológicos, como explicam Vesilind e Morgan (2014, p. 149), faz-se necessária para “determinar o potencial de agentes infecciosos presentes, como bactérias e vírus”, tendo em vista que uma grande quantidade de doenças pode ser transmitida por veiculação hídrica, como hepatite infecciosa, febre tifoide, cólera, salmonelose, etc. Segundo Braga et al. (2013, p. 50), micro-organismos patogênicos são introduzidos na água por meio da matéria fecal de esgotos sanitários.        
As Escherichia coli (E. coli) são bactérias aeróbicas encontradas no trato intestinal de seres humanos e de animais de sangue quente cuja presença no ambiente indica a existência de material fecal humano ou de animal homeotermo e, portanto, sinaliza a possível ocorrência de micro-organismos patogênicos no meio. Dessa forma, as bactérias E. coli são empregadas em diversas partes do mundo como micro-organismos indicadores (bioindicadores) da qualidade da água (Pinto, 2010; Vesilind; Morgan, 2014).  
Alguns estudos desenvolvidos em diversos locais do País constataram carência de processos de monitoramento das condições de balneabilidade; inexistência de serviço e de sinalização das praias; deficiência na identificação das fontes de poluição fecal; ausência de monitoramento da qualidade específica para areias das praias e de informação à comunidade; descontinuidade dos programas de monitoramento da qualidade da água e da balneabilidade; e impactos antrópicos decorrentes da precariedade de infraestrutura de saneamento básico (Cardonha et al., 2004; Silva, 2005; Lopes, 2010; Pinto, 2010; Passos et al., 2011).  

Não raro, verifica-se a ocorrência de discursos divergentes ou entendimentos com pontos de vista destoantes, no que se refere a impactos decorrentes da interferência das precipitações pluviais (pluviosidade) sobre a qualidade e balneabilidade dos corpos d'água, isto é, em um polo há o grupo que sustenta a pluviosidade como fator deteriorante da qualidade das águas e no outro encontram-se os defensores da estiagem contribuinte para o aumento da poluição e contaminação hídrica, conforme discurso a seguir exemplificado:

Falta de chuvas e diminuição da vazão dos rios compromete a qualidade da água dos mananciais, pois ocasiona o aumento da poluição. […] Especialmente em épocas de seca, como a que o estado de São Paulo enfrenta neste início de 2014, a disponibilidade da água diminui drasticamente e o nível de poluição dos rios, lagos e reservatórios aumenta consideravelmente. “Com a escassez provocada pela falta de chuva num período que usualmente temos altos índices pluviométricos, as vazões dos cursos d’água tendem a diminuir e isto pode comprometer a qualidade em alguns pontos destes mananciais”, comenta Lupercio Ziroldo Antonio, diretor do Departamento de Águas e Energia Elétrica (DAEE) da Bacia do Baixo Tietê e governador do Conselho Mundial da Água. [...] “No caso de locais que recebem despejo de esgoto urbano tratado, a diminuição da vazão nestes pontos prejudica a “mistura” do efluente tratado, o que pode causar diminuição na qualidade da água”. (Ecodebate, 2015).
Na situação representada acima, argumenta-se que a falta de chuva (estiagem) ocasiona a diminuição da vazão dos rios e prejudica a diluição dos efluentes, o que agrava a qualidade da água.
Para a Companhia Ambiental do Estado de São Paulo (CETESB), no entanto, “o verão é também a época do ano mais chuvosa, o que contribui negativamente para as condições de balneabilidade uma vez que maior volume da água dos rios chega ao mar”. A Companhia também explica que “a presença de cursos de água afluindo diretamente a uma determinada praia (e provavelmente tendo recebido águas de córregos onde acorrem o lançamento de esgotos) é mais um indicativo das más condições de balneabilidade de uma praia” (Cetesb, 2015).

## Saneamentoeefluentes
A manutenção da balneabilidade está intrinsecamente relacionada às questões dos lançamentos de efluentes nos corpos d'água, assim como essas questões necessariamente passam pelas discussões relativas a saneamento básico e uso e ocupação do solo. Nessas circunstâncias, a compreensão e tratamento dos problemas da balneabilidade devem ser trabalhados não de forma isolada, mas integrada com as demais áreas, como: a infraestrutura de saneamento, o ordenamento territorial, bem como a educação ambiental.
A maior parte da literatura utilizada neste estudo mostrou que a maioria das fontes de poluição hídrica é resultante da falta de infraestrutura urbana e de saneamento básico (Ferreira; Andrade; Costa, 2013), o que engendra despejo de resíduos líquidos e sólidos in natura, oriundos tanto de fontes pontuais quanto de fontes difusas de poluição.
A bibliografia relata, ainda, como fonte de poluição o descarte de esgoto bruto para as águas pluviais que flui para o mar; despejo de esgoto doméstico diretamente na rede de drenagem e posteriormente lançado ao mar; descargas de instalações de tratamento de águas residuais; limitações técnicas dos sistemas de esgotos como a interconexão (lançamento de efluentes sanitários no sistema de drenagem pluvial e vice-versa)  (VIERA et al., 2002; Cardonha et al., 2004; Silva et al., 2008; Dias; Rosso, 2009).
Além desses fatores originadores de poluição estão igualmente associados a forte pressão sobre o ambiente; crescimento desordenado da população e da expansão mal planejada das cidades; intensa atividade antrópica por meio de fontes poluidoras de origem industrial, doméstica e da agropecuária; aporte de carga poluidora de resíduos químicos, doméstico e hospitalar; presença de grande quantidade de galerias de esgotos, indicando uma elevada contribuição de águas residuárias industriais e domésticas; drenagem hídrica de fezes de animais, uso de fertilizantes orgânicos e lançamento de esgotos parcialmente ou não tratados (Braga et al, 2003; Cardonha et al., 2005; Araújo; Oliveira, 2013; Silva-Cavalcanti; Araújo; Costa, 2013; Oliveira; Lima; Bomfim, 2014; Nunes et al., 2014).

## Apluviosidade
Dentre o material pesquisado, foi verificada, nos trabalhos que realizaram análise e avaliação da qualidade da água, a adoção do critério da sazonalidade pluvial, ou seja, as pesquisas buscaram identificar diferenças nos níveis registrados dos indicadores de qualidade da água em relação ao período climático das análises efetuadas, estação seca (estiagem) e chuvosa (elevada precipitação pluvial).
Dessa maneira, os pesquisadores tratados neste trabalho, além de realizarem as análises e medidas quantitativas relativas aos indicadores de qualidade hídrica nos locais de suas pesquisas, buscaram constatar também as alterações na quantidade e níveis de concentração desses indicadores em função da condição pluviométrica no momento das análises, com o intuito de averiguar e registrar alterações da quantidade desses indicadores provocadas pela ocorrência de chuvas.
De acordo com Ackerman e Weisberg (2003) citados por Silva e Quiñones (2012, p. 64), “o escoamento das águas das chuvas afeta negativamente a qualidade das praias devido ao transporte de fezes de animais e outras fontes de bactérias depositadas no solo”. Os autores citados, em estudo realizado em Los Angeles (EUA), concluíram que precipitações superiores a 6 mm provocam a degradação da qualidade das águas, considerando padrões de qualidade locais.
Em artigo publicado por Machado e Braz (2004, p.2), as autoras informam que “as análises foram realizadas nos períodos de altos índices pluviométricos (março e abril) e de estiagem (novembro e dezembro), com a finalidade de se verificar a influência das chuvas na qualidade das águas”.
Metodologia semelhante foi adotada pelos seguintes autores: Lacava (2005): dados de pluviosidade considerando que quanto mais próximo do período de chuva a coleta for realizada, maior a quantidade de coliformes; Vale (2006): as coletas de água de rio/igarapé foram realizadas nos períodos de estiagem e chuvoso, objetivando verificar a influência da sazonalidade nos dados obtidos; Freitas (2010): a ocorrência de chuvas nos dias de coleta; Pinto (2010): presença de chuvas nas 24 horas anteriores à coleta das matrizes na praia; Sampaio (2010): análise histórica das médias mensais anuais de chuvas feita com os dados pluviométricos registrados pela estação do DAEE.
As pesquisas a seguir também destacaram o critério da sazonalidade na qualidade da água: Tofoli (2010): amostragens realizadas com pelo menos 5 dias de estiagem para não comprometer a condição natural do ambiente pela diluição das águas das chuvas; Almeida (2011): dados da soma dos dias chuvosos dos últimos sete dias que antecederam a coleta; Sousa (2011): o período estudado compreendeu o período de transição entre o período chuvoso e seco; Davino (2013): os dados de coliformes termotolerantes e de pluviometria coletados para cada ano de estudo foram agrupados em dois períodos: seco e chuvoso; Monteiro  (2013): dispersão e sobrevivência de patógenos dependem da época de temporada (verão ou inverno); Roveri (2013): amostras coletadas na ausência de chuvas significativas nas últimas 12 horas para evitar distorções dos resultados; Oliveira, Lima e Bomfim (2014): busca de respostas sobre a possível associação entre os resultados positivos dos dois locais com o índice de pluviosidade, em dois períodos, seco e chuvoso.
Comparação das análises realizadas, distinguindo-se os períodos pesquisados em seco e chuvoso, foram também vistos nos trabalhos dos autores a seguir: Aureliano (2000); Branco, Feitosa e Flores Monte (2002); Argento, Costa e Reis (2003); Cardonha et al. (2005); Silva et al. (2008); Dias e Rosso (2009); Farias et al. (2010); Bühler (2011); Marques (2011); Reis e Pereira [2011]; Maranho (2012); Araújo e Oliveira (2013); Buzelli e Cunha-Santino (2013); Lopes e Magalhães Jr (2013); Rojas et al. (2013); Silva-Cavalcanti, Araújo e Costa (2013); e Viegas et al. (2013).

Segundo informações disponibilizadas no portal do Instituto Ambiental do Paraná:
O esgoto lançado irregularmente fica acumulado no leito arenoso e de pouca declividade das galerias, valetas, rios e canais. As chuvas intensas transportam rapidamente todo este material para o mar, contaminando suas águas. Essas chuvas também podem provocar o extravasamento de fossas sépticas, além de promover a “lavagem” das ruas e terrenos, carreando lixo e fezes de animais para os rios. Dependendo da intensidade, as chuvas podem contaminar trechos de praia duas ou três vezes maiores do que o habitual. (IAP, 2015).
Mediante Boletim Mensal de Classificação, a Secretaria Estadual de Meio Ambiente do Ceará destaca que as chuvas contribuem para a deterioração da qualidade das águas das praias, haja vista que nesses episódios as praias recebem uma grande quantidade de esgotos, lixo e outros detritos, carreados através de galerias de águas pluviais, córregos e canais de drenagem. Assim, há um aumento considerável na densidade de bactérias nas águas litorâneas (SEMACE, 2014). O Portal do Estado do Rio Grande do Sul divulgou que o alto volume de chuvas (e o número de frequentadores das praias gaúchas) registrados ao longo da semana, podem ser a causa do registro de 17 pontos impróprios para banho (RIO GRANDE DO SUL, 2015).
A Fundação Carlos Chagas Filho de Amparo à Pesquisa do Estado do Rio de Janeiro (Faperj), em sua página na internet, declara que as chuvas trazem lixo das encostas e águas contaminadas das galerias pluviais, o que faz piorar a qualidade das águas da praia, assim como, por outro lado, após períodos de estiagem e sol forte, a situação melhora, já que os raios solares, sabidamente de efeito bactericida, diminuem a quantidade de micro-organismos na água, melhorando, portanto, sua qualidade ambiental (FAPERJ, 2013). O Instituto do Meio Ambiente e Recursos Hídricos da Bahia (Inema) informou, por intermédio do Portal Varela Notícias, que no período em que o tempo estiver chuvoso, as praias podem ser contaminadas por arraste de detritos diversos, carregados das ruas através das galerias pluviais, podendo causar doenças (Varela Notícias, 2014).

Em trabalho realizado pelo Instituto Nacional de Metrologia, Qualidade e Tecnologia (Inmetro) acerca da análise da balneabilidade de praias de oito estados brasileiros, o Instituto comenta: 
a incidência de chuvas, pode influenciar na balneabilidade de uma praia, caso esta receba águas pluviais oriundas de esgotos pluviais. Deve ficar claro que o que influencia na balneabilidade de uma praia, não é a água da chuva, mas sim a poluição dos esgotos que muitas vezes são carreados pelas águas da chuva. (INMETRO, 2015, p. 5). 
O referido Órgão concluiu que em algumas das praias analisadas, observou-se uma grande variação no número de coliformes fecais, entre os dias de análise, e que esta variação é explicada por fatores que dão origem à contaminação, como as ocorrências pluviométricas. Alerta ainda para que o banhista evite o banho de mar pelo menos 24 horas após a ocorrência de chuvas. Da mesma forma, a Cetesb, em seu Relatório de qualidade das praias litorâneas no Estado de São Paulo de 2013, recomenda evitar tomar banho de mar nas primeiras 24 horas após chuvas intensas, como também afirma que a ocorrência de chuvas é um dos fatores que concorrem para a presença de esgotos nas praias (CETESB, 2013, p. 32). 
A leitura dos textos selecionados para este trabalho possibilitou constatar que grande parte da literatura consultada, com base nos resultados obtidos, apresenta dados e evidências que sustentam que a precipitação pluviométrica é um componente modificador da qualidade da água ou dos níveis dos indicadores ambientais. No entanto, ressalta-se a existência de outros elementos concorrentes à pluviosidade que provocam impactos nas águas. 
Henriques et al. (2006) citando pesquisa realizada por Brock et al. (1985) que associou as relações pluviométricas, a vazão do rio e a salinidade com a incidência de coliformes fecais no mexilhão Perna canaliculus, na Nova Zelândia, verificaram que, com a chuva, a salinidade da água do mar diminui e a contaminação por coliformes fecais aumenta.

## Outros fatores que influem na balneabilidade
A análise dos trabalhos constantes do presente estudo mostrou que a ocorrência de chuvas contribui para a alteração da qualidade da água através dos escoamentos superficiais (drenagem pluvial) e do aumento do volume do despejo de efluentes. Contudo, verificou-se na bibliografia pesquisada que alguns autores detectaram, em situações específicas, aumento dos níveis de indicadores de poluição mesmo em períodos de estiagem.
Para esses casos, cujos resultados diferiram dos fenômenos teoricamente previstos, foram apresentadas pelos pesquisadores algumas hipóteses que descrevem fatores que possivelmente modificam a condição ambiental da área de estudo no momento da coleta das amostras.
Fatores como a maré, a vazão de descargas dos rios, o gradiente de densidade, o vento e circulação costeira adjacente foram descritos por Sampaio (2010) como as principais forçantes de circulação e dos processos de mistura entre as águas doces continentais e as águas salgadas do oceano no estuário. 
Em trabalho desenvolvido sobre a variação sazonal e espacial da biomassa fitoplanctônica, Branco, Feitosa e Flores Monte (2002) concluíram que o movimento da maré foi um fator condicionante para os parâmetros bióticos e abióticos. Em sua dissertação, Pinto (2010, p. 93) esclarece que “os estágios de maré têm forte associação com a contaminação microbiana e são importantes determinantes na concentração de enterococos na área de natação”. 
A influência do regime de maré alta foi verificada como um fator que aumenta a chance de poluição da zona costeira por coliformes fecais (VIEIRA et al., 2002), enquanto que durante a maré vazante há uma menor diluição de efluentes, conforme expõe Silva e Quiñones (2012). Vale (2006) ressalta que a maioria das coletas do período de estiagem foi realizada na maré enchente, o que favoreceu a lixiviação dos contaminantes para o leito do rio, e que todas as coletas do período chuvoso foram realizadas na maré seca, quando o índice de contaminação foi notadamente menor.
Em análises de amostras da água do mar de Areia Preta, Cardonha et al. (2005) observou correlação positiva do estágio de maré com a contagem de coliformes fecais, assim como corrobora Davino (2013), cujos resultados obtidos na região da Praia da Jatiúca demonstraram que há uma correlação positiva entre a concentração de coliformes totais (CT) e pluviosidade, CT e estado da maré e CT e a amplitude de maré. Este último pesquisador chama a atenção para a possibilidade do fato de a água do subsolo esteja contaminada por esgoto e que essa água contaminada esteja atingindo a zona de banho durante as marés de sizígia.
Na literatura pesquisada foram encontradas diversas variáveis ou fatores que interferem na balneabilidade de praias, como o dimensionamento inapropriado de emissários e sistemas de tratamento de esgotos; existência de ligações inadequadas ou clandestinas da rede de esgoto à rede pluvial; interconexão; concentração de turistas e banhista; presença de animais; incidência elevada ou anormal, na região, de enfermidades transmissíveis por via hídrica; variação de pH, temperatura, salinidade, profundidade, radiação solar, teor de matéria orgânica no meio; morfologia da praia; proximidade de costões rochosos, rios e estuários; regime de ondas, ventos e maré; granulometria do sedimento; morfologia do fundo; padrão de circulação, correntes e marés; inclinação da praia, frequência de fenômenos meteorológicos de grande escala, como frentes e ressacas e a interação entre eles.

## Doenças de veiculação hídrica
De acordo com a Secretaria do Meio Ambiente, Infraestrutura e Logística do Estado de São Paulo, as doenças associadas ao banho em corpos d'água como praias, rios e lagos geralmente não são graves. Mais comumente associada à água contaminada por esgoto é a gastroenterite, que pode ter um ou mais dos seguintes sintomas: náusea, vômito, dor de estômago, diarreia, dor de cabeça e febre. Outras condições menos graves incluem infecções dos olhos, ouvidos, nariz e garganta. Em locais altamente poluídos, os banhistas podem contrair doenças mais graves, como disenteria, hepatite A, cólera e febre tifóide.
Tais doenças podem ocorrer a parir da ingestão de quantidade razoável de água, possibilitando possíveis riscos à saúde se a água estiver contaminada, expondo os banhistas a bactérias, vírus e protozoários causadores de doenças. Crianças, idosos e pessoas com sistema imunológico enfraquecido correm maior risco de doenças ou infecções após essa exposição.

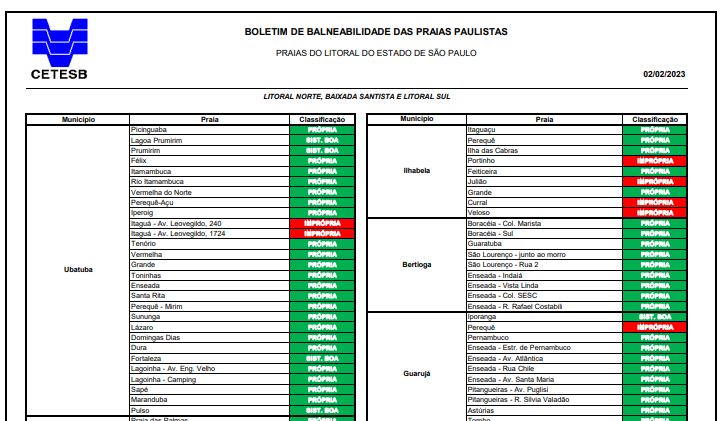
Boletim de balneabilidade da CETESB, de 02 de fevereiro de 2023.

A qualidade da água está relacionada aos seguintes parâmetros: PRÓPRIA ou ADEQUADA (Excelente, Muito Boa ou Satisfatória) ou IMPRÓPRIA. As áreas impróprias para banho são marcadas na areia ou na orla com bandeiras ou placas vermelhas, e bandeiras ou placas verdes quando adequado.
A referida Secretaria esclarece ainda em seu site que é importante sempre atentar para a sinalização das praias e tomar alguns cuidados individuais para proteger a saúde ao frequentar as praias:
- Não se banhe em águas classificadas como praias impróprias.
- Evite o contacto com cursos de água (riachos, etc.) que conduzam à praia.
- Evite praias com qualidade de água desconhecida; mesmo a água limpa pode ser poluída...
- Evite entrar no mar após fortes chuvas, que podem levar água das ruas e rios da cidade para o mar, aumentando a chance de poluição.
- Evite a ingestão de água do mar, dando especial atenção às crianças e aos idosos, que são mais sensíveis e têm imunidade mais fraca do que os adultos.
- Não leve animais à praia, eles podem se contaminar ou transmitir doenças infecciosas pelas fezes e urina.